# IMG (format de fichier)
Pour les articles homonymes, voir IMG.
Fichier de format IMG  est :
1. Un fichier archive utilisé pour créer une image d'un disque amovible (CD, DVD, clé USB, disque dur externes, etc.). Ce format de fichier permet de stocker des données pour pouvoir en faire une reproduction à l'identique sur un autre support. Le format de fichier IMG est équivalent au format ISO, et il est d'ailleurs souvent nécessaire de changer le format IMG en ISO pour pouvoir l'utiliser avec des logiciels de gravures.
2. Un fichier dit Macintosh Disk Image qui est un format utilisé par Aladdin Systems (Allume Systems) ShrinkWrap et Apple Disk Copy pour le système d'exploitation Mac OS qui partagent la même extension.
3. Un format d'un fichier graphique utilisé de différentes manières par une pléthore de logiciels graphiques.

## Détail du format IMG
Un fichier IMG contient des données raw du contenu d'un support numérique. C'est un format incompatible avec les formats Disk Copy Fast  et DiskDupe mais il est supporté par une multitude d'éditeurs (et convention ?). Il contient les mêmes marqueurs que le format IMA

## Développement et Support
Le format IMG est un format qui est maintenu par le projet GNU, RaWrite & RaWrite2, RawWrite for Windows, and WinRawrite
Il est utilisé par plusieurs logiciels de virtualisation : Microsoft Virtual Machine/Microsoft Virtual Server, QEMU, VirtualBox et WinImage
Nero Burning ROM avant la version 6.0  supportait ce type de fichier pour créer des fichiers bootables  bootable CD, mais depuis il a troqué ce format pour IMA.
Ce format a été popularisé par le programme basé DOS HDCopy.

## Utilisation
IMG est un format utilisé pour :
- Le stockage numérique, la transmission et la réplication des disques amovibles.
- Monter des environnements virtuels.
- Le boot de GNU/Linux (fichier .img dans /boot).